# Elizabeth Bracco
Pour les articles homonymes, voir Bracco.
Elizabeth Bracco, née le 5 novembre 1957 à Bay Ridge, un quartier de l'arrondissement de Brooklyn à New York (États-Unis), est une actrice américaine.
Elle est connue pour son rôle de Marie Spatafore, l'épouse de Vito Spatafore, dans la série télévisée HBO Les Soprano.

## Biographie
Elizabeth Bracco est fille d'Eileen Molyneux et de Salvatore Bracco, d'origine italienne. Sa mère est née en Angleterre et avait des ancêtres français,. Ses parents se sont rencontrés pendant la Seconde Guerre mondiale et Eileen Molyneux est venue avec Salvatore aux États-Unis en tant qu'épouse de guerre,.
Elizabeth Bracco, qui a grandi à Long Island, a une sœur, l'actrice Lorraine Bracco, l'un des principaux acteurs des Soprano (The Sopranos), et un frère, Salvatore, Jr.
Bracco est apparue dans un certain nombre de films, dont Mystery Train de Jim Jarmusch (1989), Louis & Frank (es), Trees Lounge et Les Imposteurs (The Impostors). Elle joue des rôles mineurs dans les films La Couleur de l'argent (The Color of Money), Étroite Surveillance (Stakeout) et Mafia Blues (Analyze This). En plus d'incarner la femme de Vito Spatafore dans Les Soprano, Bracco est apparue dans le pilote de la série télévisée Les Incorruptibles de Chicago (Crime Story).

### Vie privée
En 1987, Elizabeth Bracco épouse Aidan Quinn, sa co-star de Stakeout (Étroite Surveillance). Ils ont deux filles dont une autiste.
Anciennement résidents d'Englewood, au New Jersey, Bracco et sa famille résident à Palisades et à Marbletown (New York),.

## Filmographie

### Cinéma
| Année | Titre                                       | Rôle                | Notes |
| ----- | ------------------------------------------- | ------------------- | ----- |
| 1986  | La Couleur de l'argent (The Color of Money) | Diane at Bar        |       |
| 1987  | Étroite Surveillance (Stakeout)             | Bar Waitress        |       |
| 1989  | Mystery Train                               | Dee Dee             |       |
| 1990  | Denial                                      | Lizzie              |       |
| 1991  | Jumpin' at the Boneyard                     | Cathy               |       |
| 1992  | In the Soup                                 | Jackie              |       |
| 1993  | Money for Nothing                           | Eleanor Coyle       |       |
| 1993  | Household Saints                            | Fran                |       |
| 1994  | Somebody to Love                            | Taxi Dancer         |       |
| 1995  | Closer to Home                              | Alma                |       |
| 1996  | Trees Lounge                                | Theresa             |       |
| 1996  | Le Club des ex (The First Wives Club)       | Dancer              |       |
| 1998  | Louis & Frank (es)                          | Angeline Di Buffoni |       |
| 1999  | The 24 Hour Woman                           | Nurse               |       |
| 1999  | Mafia Blues (Analyze This)                  | Marie Spatafore     |       |
| 2002  | 13 Moons                                    | Louise Potter       |       |
| 2007  | Interview                                   | Woman at Restaurant |       |

### Télévision
| Année     | Titre                         | Rôle                 | Remarques                         |
| --------- | ----------------------------- | -------------------- | --------------------------------- |
| 1986      | Les Incorruptibles de Chicago | Serveuse             | Épisode pilote                    |
| 1988      | The Street (en)               | Cynthia Scolari      | Épisode : "They Drink Human Milk" |
| 1993      | TriBeCa (en)                  | Conseillère nuptiale | Épisode : "The Hopeless Romantic" |
| 2006–2007 | Les Soprano                   | Marie Spataforé      | 8 épisodes                        |

## Récompenses et distinctions
- (en) Elizabeth Bracco: Awards, sur l'Internet Movie Database